# Ricomer (cònsol 384)
Ricomer   (segle IV - Constantinoble, 393 (Gregorià))  o Flavi Ricomer va ser un militar franc. Va entrar al servei de l'exèrcit romà, on va fer carrera com comes, magister militum, i consul. Va ser oncle del general Arbogast. És possible que sigui el mateix Ricomer que va contreure matrimoni amb Ascyla, el fill del qual Teodomir arribaria a ser rei dels francs.

## Biografia
Entorn del 377/378, Ricomer era comes domesticorum de l'emperador Gracià i va ser transferit de la Gàl·lia a Tràcia, on va participar en les guerres gòtiques de l'emperador Valent. A Adrianòpolis va tractar de persuadir Valent que esperés a Gracià. Quan el líder got Fritigern va exigir ostatges romans per a assegurar la pau, Ricomer es va oferir com a voluntari i va partir del campament romà juntament amb altres ostatges, però abans d'arribar alguns elements dels dos exèrcits es van enfrontar, iniciant la Batalla de Adrianòpolis. Ricomer es va trobar enmig d'un camp de batalla completament caòtic, però es va salvar retirant-se i va sobreviure. No obstant això, l'exèrcit de Valent va ser totalment destruït i molts dels seus oficials van morir, inclòs el propi Valent.
Al voltant del 383, era general a l'orient (magister militum per orientem) i es va convertir en cònsol l'any 384, juntament amb Clearc. L'any 388, Teodosi I el va enviar juntament amb el seu nebot Arbogast i Promot i Timasi contra l'usurpador Magne Màxim, al qual van derrotar.
Des de l'any 388, va servir com a comandant suprem a la part oriental de l'Imperi (comes et magister utriusque militiae) fins a la seva mort l'any 393. Ricomer estava interessat en la literatura i estava familiaritzat amb retòrics com Libani i Agustí. Va presentar al retòric Eugeni al seu nebot Arbogast. Uns anys més tard Arbogast es faria amb el poder a l'Imperi d'Occident. Després de la mort de Valentinià II, Arbogast va promoure a Eugeni com a emperador, mentre que ell continuaria com a magister militum i autèntic poder de l'Imperi d'Occident. L'any 393 Teodosi I va organitzar una campanya contra Arbogast, i li va demanar a Ricomer que liderés la cavalleria contra el seu nebot. Va morir de camí d'Orient a Occident abans de la batalla del riu Frígid. Arbogast va ser derrotat i es va suïcidar amb la seva pròpia espasa.